# Dhanusa (huyện)
Dhanusa (tiếng Nepal:धनुषा) là một huyện thuộc khu Janakpur, vùng Trung Nepal, Nepal. Huyện này có diện tích 1180 km², dân số thời điểm năm 2011 là 754 777 người.

## Dân số
Biến động dân số giai đoạn 1952-2011:
| Năm    | 1971   | 1981   | 1991   | 2001   | 2011   |
| ------ | ------ | ------ | ------ | ------ | ------ |
| Dân số | 330601 | 432569 | 543672 | 671364 | 754777 |